# Трис
Трис (англ. Tris, THAM) — сокращённое название химического соединения трис(гидроксиметил)аминометана (HOCH2)3CNH2. Также используется название трометамин. Трис широко используется в биохимии и молекулярной биологии в качестве буферного раствора, например, в буферных системах TAE и TBE, для растворения нуклеиновых кислот. По химической структуре трис является первичным амином и имеет характерные для аминов свойства, например, конденсируется с альдегидами.

## Буферные свойства
Трис имеет pKa 8,06, и эффективен в качестве буфера при pH от 7,0 до 9,2.
Значение pKa снижается приблизительно на 0,03 при снижении температуры на один градус Цельсия.
Широко распространённый вариант буферного раствора, Трис-HCl, является кислой солью. Когда pH раствора соответствует pKa, концентрации противоионов равны (OH- для трис-HCl и H+ для трис-основания).
Показано, что трис ингибирует некоторые ферменты, и поэтому при изучении белков должен использоваться с осторожностью.

## Синтез
Трис синтезируют в две стадии из нитрометана через интермедиат (HOCH2)3CNO2. Восстановление последнего дает трис(гидроксиметил)аминометан.

## Применение
Буферные свойства при рН 7—9 соответствуют физиологическим значениям рН для большинства организмов. Эти свойства и низкая стоимость делают трис одним из лучших буферов для биохимии и молекулярной биологии. Трис используют в качестве первичного стандарта для растворов кислот при химическом анализе.
Трис используют в качестве альтернативы гидрокарбонату натрия при лечении метаболического ацидоза.